# Farmàcia Esteve de Llívia
La farmàcia Esteve de Llívia és una farmàcia de Llívia (la Cerdanya) convertida en museu que fou considerada durant molt de temps d'origen medieval i la més antiga de les que s'han conservat a Europa; tanmateix, un estudi recent de 2024 demostra que no és així sinó que és d'època moderna.
Ubicada al nucli històric de Llívia, a la comarca de la Cerdanya. Possiblement, es va fundar a començament del segle xv i documentada des del 1594, guarda una col·lecció de caixes renaixentistes amb retrats de sants i personatges; albarels (pots) del segle xvi i xviii; un cordialer barroc tallat per Josep Sunyer en l'època en què la família Esteve es feu càrrec de la farmàcia i que mantindria durant set generacions.
A la farmàcia es conserven bocals de vidre del segle xix, així com una biblioteca, instruments de laboratori, drogues antigues, preparats, receptaris, etc. És, per tot això, un dels conjunts més importants d'Europa.
El 1942, Lleó Antoni Esteve va tancar la farmàcia i s'instal·là a Puigcerdà. El 1958 es va confiar la seva custòdia a l'Ajuntament de Llívia, i la Diputació de Girona la va comprar el 1965. Es va traslladar el contingut a la Torre de Bernat de So i d'allà al nou edifici construït al costat de l'Ajuntament.

## Els pots blaus

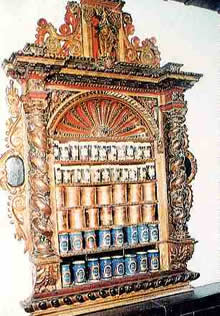
Detall de la farmàcia de Llívia

A la farmàcia de Llívia hi ha conservats els albarels o pots blaus. Tenen un cos cilíndric, més alts que amples, amb un escanyament. Són de color blau cobalt, monocrom. La base mai està coberta de color, cosa que fa pensar que els albarels eren banyats en color tot subjectant-los pel peu. L'interior és d'esmalt blanc.
N'hi ha de tres tipus: els simples, que es feien servir per guardar elements específics, en estat natural i són els més grans; els compostos, que contenien medicaments fets d'elements simples d'ús freqüent i llarga conservació: pomades, ungüents, conserves, etc. i són de mida mitjana; finalment, els de cordialer, que són dipòsits de productes semielaborats, extractes o pols de productes simples, o bé compostos extraordinaris d'ús poc freqüent i confits. Són els més petits i reben el nom del moble on es guardaven. Els pots simples solien fer uns 30 cm, mentre que els cordialers, uns 13-14 cm.
Els pots no estaven inicialment decorats, fet que reduïa els costos. Tanmateix, l'interior és vidrat i blanc, bé per una moda o bé per una utilitat pràctica: com que no estan decorats, l'apotecari tenia una major llibertat d'ús i els podia reutilitzar amb facilitat. Ara bé, el fet que no tinguessin rètols podia induir a confusions, per la qual cosa es disposaven unes bandes de paper en diagonal a sobre dels pots, retolats en lletra gòtica. Aquest sistema d'identificació dels continguts va perdurar fins que Josep Esteve (1759-1823) va modernitzar el sistema.

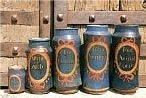
Els pots blaus

Josep Esteve va retolar en fred els albarels. No només els va pintar, sinó que va imitar una producció policroma contemporània de Banyoles i dibuixà un medalló estil Lluís XVI, de clara influència francesa: vertical perfilat en groc i orlat amb una cinta vermella amb una llaçada superior i una d'inferior. Uns rams de julivert laterals en groc ho acaben de ressaltar. A l'espai lliure dins l'oval, es retolen les abreviacions dels continguts. Aquesta innovació pot provenir de la rivalitat amb la farmàcia Martí de Puigcerdà al segle xviii. Altres col·leccions de la península també introdueixen aquest sistema.
Es troben pots blaus a Llívia (87), Barcelona (28), el Masnou (75), Illa (al Rosselló: 40). També n'hi ha alguns repartits en museus. El seu origen és desconegut i esdevé un curiós misteri, ja que desconeixem la seva procedència geogràfica i la seva datació temporal.
Tampoc està clara la seva cronologia. L'exemplar conservat al Museu Nacional de Ceràmica està datat al segle xvi, igual que altres pots, tot i que alguns podrien ser del segle xvii. Els pots de Llívia semblen ser dels segles xvii i xviii, però no es pot descartar que alguns d'ells provinguessin del segle xvi donades algunes característiques renaixentistes.